# Karangkerta
Karangkerta is een bestuurslaag in het regentschap Indramayu van de provincie West-Java, Indonesië. Karangkerta telt 3623 inwoners (volkstelling 2010).